# ブルック・アン・デア・ムーア郡

ブルック・アン・デア・ムーア郡
Bezirk Bruck an der Mur

ブルック・アン・デア・ムーア郡（ブルック・アン・デア・ムーアぐん、独: Bezirk Bruck an der Mur）は、オーストリアのシュタイアーマルク州にある郡（Bezirk; 行政管区とも訳される）。郡庁所在地はブルック・アン・デア・ムーア。
シュタイアーマルク州北部の上シュタイアーマルク（Obersteiermark; オーバーシュタイアーマルク）に位置する。西でリーツェン郡およびレオーベン郡と、南でグラーツ＝ウムゲーブング郡と、南東でヴァイツ郡と、東でミュルツツーシュラーク郡と、北でニーダーエスターライヒ州のリリエンフェルト郡およびシャイプス郡と接している。
2013年にミュルツツーシュラーク郡と合併し、ブルック・ミュルツツーシュラーク郡となった。
ブルック・アン・デア・ムーア郡には以下の21の市町村（Gemeinde; ゲマインデ）がある。そのうちカプフェンベルクとブルック・アン・デア・ムーアおよびマリーアツェルが市（Stadt）に、六つが町（Marktgemeinde; 市場町）に指定されている。
- アフレンツ・クーアオルト Aflenz Kurort
- アフレンツ・ラント Aflenz Land
- ブライテナウ・アム・ホッホランチュ Breitenau am Hochlantsch （町）
- ブルック・アン・デア・ムーア Bruck an der Mur （市）
- エトミスル Etmißl
- フラウエンベルク Frauenberg
- グスヴェルク Gußwerk
- ハルタール Halltal
- カプフェンベルク Kapfenberg （市）
- マリーアツェル Mariazell （市）
- オーバーアイヒ Oberaich （町）
- パーシュルーク Parschlug
- ペルネッグ・アン・デア・ムーア Pernegg an der Mur
- ザンクト・イルゲン Sankt Ilgen
- ザンクト・カタライン・アン・デア・ラミング Sankt Katharein an der Laming
- ザンクト・ローレンツェン・イム・ミュルツタール Sankt Lorenzen im Mürztal （町）
- ザンクト・マライン・イム・ミュルツタール Sankt Marein im Mürztal （町）
- ザンクト・ゼバスティアン Sankt Sebastian
- テールル Thörl （町）
- トラゲス Tragöß
- トゥルナウ Turnau （町）